# Katarzyna Starzeńska
Katarzyna Joanna Gabrielle Starzeńska z domu Bobronicz-Jaworska 2 v. Pawlikowska herbu Sas (ur. 30 kwietnia 1782 w Przemyślu, zm. 18 grudnia 1862 w Krakowie), zwana La Belle Gabrielle, córka Gabriela Bobronicz-Jaworskiego i Tekli Batowskiej, matka m.in. Kazimierza – głośna postać życia towarzyskiego Galicji, Paryża i Wiednia.

## Życiorys
Wychowywała się w majątku rodzinnym w Górze Ropczyckiej. W grudniu 1799, w wieku 17 lat, poślubiła 30-letniego wówczas Ksawerego Starzeńskiego z Grabownicy Starzeńskiej, profesora ichtiologii, ojca Kazimierza Ksawerego.
W 1803 Katarzyna wraz z mężem wyjechała do Paryża. Małżonkowie zaczęli bywać na salonach paryskich, między innymi u Juliette Récamier, przyjaciółki Józefiny – cesarzowej francuskiej. Pojawienie się w tym salonie Starzeńskiej zrobiło wrażenie na dworzanach. Została sportretowana w 1803 lub 1804 przez Francois Gérarda, nadwornego malarza Napoleona i Ludwika XVIII. Podczas jednego z paryskich przyjęć, Katarzyna poznała Eugeniusza de Beauharnais, syna Józefiny i pasierba Napoleona. Starzeńscy bywali również u Napoleona i Józefiny. W czasie jednego z przyjęć Napoleon zainteresował się ichtiologicznymi badaniami Ksawerego, po rozmowie na ten temat zaproponował mu osiedlenie się we Francji na stałe i kontynuowanie pracy badawczej. Miłość Katarzyny i Eugeniusza stała się głośna, więc Józefina postanowiła przerwać ich związek, który uważała za szkodliwy dla kariery politycznej syna. Zaprosiła zatem Katarzynę na rozmowę, w wyniku której Starzeńscy po kilku dniach opuścili Paryż. Po przybyciu do Grabownicy La Belle Gabrielle podobno urodziła syna, pochodzącego ze związku z Eugeniuszem; dziecko to jednak wkrótce zmarło. W związku z angielskim dyplomatą Arthurem Pagetem urodził się w 1807 syn Kazimierz. W 1810 urodziła się córka Gabriela, a w 1813 Julia (zm. 1877).
Przypisuje się Katarzynie romans z rosyjskim generałem Teodorem Korffem, a także o młodszym jedenaście lat kapitanem Stanisławem Prekiem z Nozdrzca, uczestnikiem wojen napoleońskich, bratem pamiętnikarza Ksawerego Preka. Między tym ostatnim a Starzeńskim doszło do pojedynku, w wyniku którego ten drugi został poważnie ranny. W 1828 jej mąż zmarł. Dwa lata po śmierci Ksawerego ponownie wyszła za mąż. Jej wybrankiem został Józef Benedykt Pawlikowski z Medyki. Był to bardzo krótki związek, bowiem po 44 dniach małżeństwa Pawlikowski zmarł. Kolejne lata życia spędziła odbywając wspomnieniową podróż po Francji i Włoszech oraz organizując we Lwowie liczne przyjęcia. Coraz częściej bywała również w Górze Ropczyckiej u syna Kazimierza. Ostatnie lata życia spędziła w Krakowie. Plotkowano o jej częstym przebywaniu w klasztorze bernardynek, gdzie miała myć posadzkę lub leżeć krzyżem w kościele, prosząc Boga o wybaczenie. Zmarła 18 grudnia 1862 roku, mając lat 80. Pochowano ją w Krakowie, a po kilku miesiącach trumnę przewieziono do Góry Ropczyckiej.
Losy Katarzyny Starzeńskiej, obok takich postaci jak Wacław Rzewuski czy Wacław Zaleski, opisał w książce Siedem ekscelencji i jedna dama (pierwsze wydanie Tow. Wyd. Rój, Warszawa 1939) Aleksander Piskor, poświęcając jej najdłuższy z zawartych tam esejów biograficznych.